# Har Pitulim
Har Pitulim (hebrejsky: הר פיתולים) je hora o nadmořské výšce 694 (uváděno též 628) metrů v centrálním Izraeli, v pohoří Judské hory.
Nachází se cca 14 kilometrů západně od centra Jeruzaléma, cca 8 kilometrů východně od města Bejt Šemeš a cca 2 kilometry severovýchodně od obce Nes Harim. Má podobu zalesněné výšiny, kterou na východě, jihu a západě lemují prudké srázy kaňonu potoka Sorek, kterým prochází železniční trať Tel Aviv-Jeruzalém. Do Soreku zde proti jižnímu úpatí hory ústí boční vádí Nachal Ktalav, u kterého jsou zbytky původní železniční stanice Dajr aš-Šajch, nazývané též stanice Bar Gi'ora. Hora je turisticky využívána. Pás strmých srázů lemujících údolí Soreku pokračuje oběma směry odtud. Na východě je to hřbet Reches Sorek, na jihovýchodě hora Har Gi'ora, na západě svah Šluchat Ja'ar.